# Atli Eðvaldsson
Atli Eðvaldsson (Reykjavík, 3 marzo 1957 – Reykjavík, 2 settembre 2019) è stato un calciatore e allenatore di calcio islandese, di ruolo centrocampista.
Anche suo padre Evald Mikson, suo fratello Jóhannes Eðvaldsson e suoi figli Emil Atlason e Sif Atladóttir sono stati calciatori.

## Carriera

### Club
Ha giocato in club islandesi, tedeschi e turchi. Nei vari campionati ha totalizzato 422 presenze con 117 reti.

### Nazionale
Vanta 70 presenze e 8 reti con la nazionale del suo paese.

## Malattia e morte
In un'intervista concessa alla Ríkisútvarpið nel dicembre del 2018 comunica di aver intrapreso una lotta contro una grave malattia da due anni, nonostante i medici gli avessero inizialmente comunicato che aveva solo due settimane di vita. Il 2 settembre del 2019 morì a causa del cancro.

## Palmarès

### Competizione nazionale
- Campionato islandese: 2

Valur: 1976, 1978
- Coppa d'Islanda: 3

Valur: 1974, 1976, 1977

### Competizioni internazionali
- Coppa Piano Karl Rappan: 2

Fortuna Düsseldorf: 1984, 1986